# Чернова, Надежда Михайловна
Надежда Михайловна Чернова (15 января 1947, Баянаул, Павлодарская область) — русская казахстанская поэтесса, журналистка и переводчица
, литературный критик, публицист. Член Союза писателей Казахстана. Окончила факультет журналистики Казахского государственного университета им. Кирова. Заведующая отделом поэзии журнала Простор.

## Биография
Путь в литературу начался с наставлений отца, Михаила Тимофеевича Чернова, увлекавшегося чтением А. С. Пушкина. Детство провела в Семипалатинске. Сочинять стихотворения Надежда Михайловна начала с 10 лет, а уже в 15 лет стихотворение «Солнце» было опубликовано в газетах «Ленинская смена» и «Казахстанская правда». После окончания школы поступила на факультет журналистики ГУ им. Кирова. Потом двадцать пять лет работала в литературно-художественном журнале «Простор», где встретилась с известным личностями в области литературы: Морисом Симашко, Виктором Васильевым[уточнить], Анатолием Ким, Ильясом Есенберлиным, Михаилом Паком и др. Литературный критик Павел Косенко и поэтесса Руфь Тамарина называли её «второй Риммой Казаковой».
Стихотворения Надежды Черновой переведены на многие языки мира. Сама она также занимается переводческой деятельностью, переводя преимущественно с казахского, болгарского, французского и других языков. До 2006 года возглавляла отдел прозы литературного журнала «Простор».

### Семья
Дважды была замужем. Первым мужем Надежды Черновой был заслуженный учитель и филолог республики Олег Геннадиевич Новожилов. Имеет сына от первого брака, Дениса, и внучку Алёну. Вторым мужем стал Игорь Юрьевич Софиев, сын русского поэта Юрия Софиева и Ирины Кноринг, проживавших в эмиграции во Франции. В 1955 году Игорь Софиев вместе с отцом переехал в СССР.

### Награды и премии
- Орден Курмет.

### Сборники
- «Кочевница-жизнь»
- «Огнецвет»
- «На два голоса»
- «Солнцеворот»
- «Небесный дом»
- «Возраст августа»
- «Только о любви»
- «Саксаул»